# 杨思一
杨思一（1901年—1957年），原名云亭，男，浙江诸暨人，中国政治人物，曾任浙江省人民委员会副省长，第一届全国人大代表。1957年12月13日，中共浙江省第二届代表大会第二次会议通过《关于开除右派份子沙文汉、杨思一、彭瑞林、孙章录党籍的决议》，省委常委、省长沙文汉，省委常委、副省长杨思一，省委常委、省检察院检察长彭瑞林，省委委员、省委财贸部部长孙章录等被打成资产阶级右派份子、反党集团。